# هيلمر أندرسون
هيلمر أندرسون (بالسويدية: Helmer Andersson)‏ هو لاعب كرة قدم سويدي في مركز قلب الدفاع، ولد في 8 سبتمبر 2001. شارك مع منتخب السويد تحت 17 سنة لكرة القدم.

## وصلات خارجية
- هيلمر أندرسون على موقع اتحاد السويد (السويدية)
- هيلمر أندرسون على موقع قاعدة بيانات كرة القدم.إي يو (الإنجليزية)